# Hradište pod Vrátnom
Hradište pod Vrátnom (maďarsky Harádics, do roku 1907 Hradist) je obec na Slovensku v okrese Senica. Žije v ní 672 obyvatel. První písemná zmínka o vesnici pochází z roku 1262.

## Přírodní poměry
V katastrálním území obce leží přírodní památky Kyseľová a Mníchova úboč. Samotná vesnice se nachází na rozhraní Myjavské pahorkatiny a Malých Karpat. Podél jižního a východního okraje vesnice vede hranice chráněné krajinné oblasti Malé Karpaty.

## Památky
- Kostel svatého Martina[2] z roku 1631[3]
- starý mlýn

## Rodáci
- Ján Rak (1915–1969), básník a překladatel
- Zita Furková (* 1940), herečka a režisérka